# Ételfay
Ételfay település Franciaországban, Somme megyében. Lakosainak száma 352 fő (2022. január 1.). Ételfay Faverolles, Becquigny, Fignières, Lignières és Montdidier községekkel határos.

## Népesség
A település népességének változása:
| Lakosok száma | 391  | 383  | 386  | 378  | 370  | 362  | 354  | 348  | 352  |
|               | 2013 | 2015 | 2016 | 2017 | 2018 | 2019 | 2020 | 2021 | 2022 |